# Худолаз
Худола́з (баш. Төйәләҫ) — река в Российской Федерации на Южном Урале, правый приток реки Урал. Длина — 81 км. Площадь бассейна — 1060 км².

## География
Худолаз берёт начало на восточных склонах хребта Ирендык Южного Урала (Баймакский район Башкортостана) и впадает в реку Урал на территории Кизильского района Челябинской области. По реке на месте стыка Башкортостана и Челябинской области проходит граница Уральского и Приволжского федеральных округов Российской Федерации.
На реке, в 15 км от города Сибая имеется памятник природы — трёхкаскадный водопад «Гадельша (Ибрагимовский)», высотой более 15 метров.
Вода реки Худолаз в конце XX — начале XXI веков подверглась сильному загрязнению сточными водами промышленных предприятий и оценивается как «чрезвычайно грязная».

## Бассейн
(км от устья)
- 27 км: Карагайлы (пр)
- 34 км: Камышъузяк (пр)
- Самайка (пр)
- Япракты (лв)
- Тугажман (лв)
  - 10 км: Тукман (лв)
  - 10 км: Туялас (пр)
    - Багырма (пр)
- 59 км: ручей Худолаз (лв)
  - Якшидавлет (лв)
    - Аскырсак (пр)
- Ирендык (пр)
- Атыкай (пр)

## Данные водного реестра
По данным государственного водного реестра России относится к Уральскому бассейновому округу, водохозяйственный участок реки — Урал от Магнитогорского гидроузла до Ириклинского гидроузла, речной подбассейн реки — Подбассейн отсутствует. Речной бассейн реки — Урал (российская часть бассейна).